# Rally di Croazia 2022

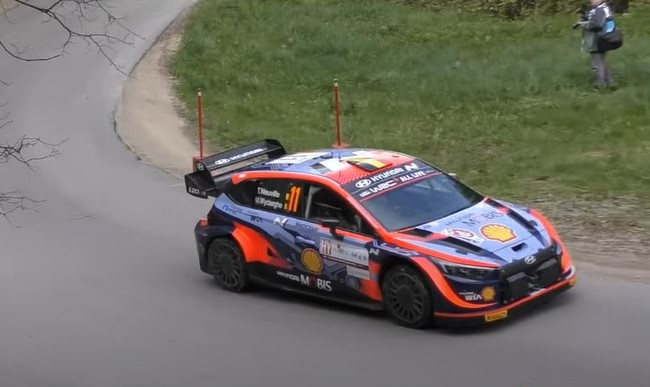
Thierry Neuville e Martijn Wydaeghe su Hyundai i20 N Rally1 in azione durante il rally

Il Rally di Croazia 2022, ufficialmente denominato Croatia Rally 2022, è stata la terza prova del campionato del mondo rally 2022 nonché l'edizione 2022 del Rally di Croazia e la seconda con valenza mondiale. La manifestazione si è svolta dal 22 al 24 aprile sugli asfalti situati nei territori ai confini con la Slovenia, con le prove speciali da disputarsi principalmente nella Regione di Karlovac e in quella di Zagabria nei primi due giorni di gara, e nella Regione di Krapina e dello Zagorje per la giornata finale; nella capitale Zagabria, base designata per il rally, ebbe inoltre sede il parco assistenza per i concorrenti.
L'evento è stato vinto dal finlandese Kalle Rovanperä, navigato dal connazionale Jonne Halttunen, al volante di una Toyota GR Yaris Rally1 della squadra Toyota Gazoo Racing WRT, seguiti dalla coppia estone formata da Ott Tänak e Martin Järveoja su una Hyundai i20 N Rally1 della scuderia Hyundai Shell Mobis WRT, e dal binomio belga composto da Thierry Neuville e Martijn Wydaeghe, anch'essi su Hyundai i20 N Rally1 del team ufficiale Hyundai. Rovanperä conquistò così il suo secondo successo di fila in stagione dopo quello ottenuto in Svezia, il quarto in assoluto e il primo su asfalto.
I francesi Yohan Rossel e Valentin Sarreaud, su Citroën C3 Rally2 della squadra PH Sport, hanno invece conquistato il successo nel campionato WRC-2, mentre gli ungheresi Zoltán László e Tamás Kürti hanno vinto nella serie WRC-3 alla guida di una Ford Fiesta Rally3. In Croazia si disputava anche la seconda prova del campionato Junior WRC (chiamato anche WRC-3 Junior), che ha visto vincere la coppia finlandese costituita da Lauri Joona e Mikael Korhonen, anch'essi a bordo di una Ford Fiesta Rally3.

## Dati della prova
| Denominazione ufficiale             | Croatia Rally                                                         |
| Edizione N°                         | Non specificato                                                       |
| Tappa N°                            | 3 di 13                                                               |
| Data manifestazione                 | da venerdì 22/04/2022 a domenica 24/04/2022                           |
| Sede ospitante                      | Zagabria (Croazia)                                                    |
| Sede parco assistenza               | Zagreb Fair, Zagabria                                                 |
| Superficie                          | Asfalto                                                               |
| Direttore di gara                   | Slaven Dedić                                                          |
| Iscritti                            | 66                                                                    |
| Partiti                             | 63                                                                    |
| Arrivati                            | 56 (88,9%)                                                            |
| Prove speciali previste             | 20                                                                    |
| Prove speciali disputate            | 19 (1 cancellata)                                                     |
| Prova più breve                     | 8,78 km (PS12 e PS16: Vinski Vrh - Duga Resa)                         |
| Prova più lunga                     | 23,76 km (PS9 e PS13: Kostanjevac - Petruš Vrh)                       |
| Prova più lenta                     | velocità media di 88,51 km/h (PS5: Mali Lipovec - Grdjanci 2)         |
| Prova più veloce                    | velocità media di 114,52 km/h (PS16: Vinski Vrh - Duga Resa 2)        |
| Lunghezza prove speciali previste   | 291,84 km                                                             |
| Lunghezza prove speciali disputate  | 275,99 km (17% della distanza totale effettiva - cancellati 15,85 km) |
| Lunghezza complessiva trasferimenti | 1350,34 km                                                            |
| Distanza totale effettiva           | 1626,33 km                                                            |
| Media oraria del vincitore          | velocità media di 98,4 km/h (275,99 km in 2h48'21"5)                  |

## Itinerario
| Frazione            | Prova  | Ora    | Nome                                                | Partenza                                            | Arrivo                                              | Lunghezza | Totale    |
| ------------------- | ------ | ------ | --------------------------------------------------- | --------------------------------------------------- | --------------------------------------------------- | --------- | --------- |
| Frazione 1 (22 apr) | PS1    | 08:33  | Mali Lipovec - Grdanjci 1                           | Samobor                                             | Samobor                                             | 19,20 km  | 120,38 km |
| Frazione 1 (22 apr) | PS2    | 09:26  | Stojdraga - Gornja Vas 1                            | Samobor                                             | Samobor                                             | 20,77 km  | 120,38 km |
| Frazione 1 (22 apr) | PS3    | 10:19  | Krašić - Vrškovac 1                                 | Krašić                                              | Ozalj                                               | 11,11 km  | 120,38 km |
| Frazione 1 (22 apr) | PS4    | 11:32  | Pećurkovo Brdo - Mrežnički Novaki 1                 | Duga Resa                                           | Duga Resa                                           | 9,11 km   | 120,38 km |
| Frazione 1 (22 apr) |        | 13:22  | Assistenza (flexi) – Zagreb Fair, Zagabria (40 min) | Assistenza (flexi) – Zagreb Fair, Zagabria (40 min) | Assistenza (flexi) – Zagreb Fair, Zagabria (40 min) | –         | 120,38 km |
| Frazione 1 (22 apr) | PS5    | 15:05  | Mali Lipovec - Grdanjci 2                           | Samobor                                             | Samobor                                             | 19,20 km  | 120,38 km |
| Frazione 1 (22 apr) | PS6    | 15:58  | Stojdraga - Gornja Vas 2                            | Samobor                                             | Samobor                                             | 20,77 km  | 120,38 km |
| Frazione 1 (22 apr) | PS7    | 16:51  | Krašić - Vrškovac 2                                 | Krašić                                              | Ozalj                                               | 11,11 km  | 120,38 km |
| Frazione 1 (22 apr) | PS8    | 18:04  | Pećurkovo Brdo - Mrežnički Novaki 2                 | Duga Resa                                           | Duga Resa                                           | 9,11 km   | 120,38 km |
| Frazione 1 (22 apr) |        | 19:34  | Assistenza (flexi) – Zagreb Fair, Zagabria (45 min) | Assistenza (flexi) – Zagreb Fair, Zagabria (45 min) | Assistenza (flexi) – Zagreb Fair, Zagabria (45 min) | –         | 120,38 km |
|                     |        |        |                                                     |                                                     |                                                     |           |           |
| Frazione 2 (23 apr) |        | 06:20  | Assistenza – Zagreb Fair, Zagabria (15 min)         | Assistenza – Zagreb Fair, Zagabria (15 min)         | Assistenza – Zagreb Fair, Zagabria (15 min)         | –         | 116,98 km |
| Frazione 2 (23 apr) | PS9    | 07:43  | Kostanjevac - Petruš Vrh 1                          | Žumberak                                            | Ozalj                                               | 23,76 km  | 116,98 km |
| Frazione 2 (23 apr) | PS10   | 08:41  | Jaškovo - Mali Modruš Potok 1                       | Ozalj                                               | Netretić                                            | 10,10 km  | 116,98 km |
| Frazione 2 (23 apr) | PS11   | 10:09  | Platak 1                                            | Buccari                                             | Zaule di Liburnia                                   | 15,85 km  | 116,98 km |
| Frazione 2 (23 apr) | PS12   | 11:38  | Vinski Vrh - Duga Resa 1                            | Netretić                                            | Duga Resa                                           | 8,78 km   | 116,98 km |
| Frazione 2 (23 apr) |        | 13:28  | Assistenza (flexi) – Zagreb Fair, Zagabria (40 min) | Assistenza (flexi) – Zagreb Fair, Zagabria (40 min) | Assistenza (flexi) – Zagreb Fair, Zagabria (40 min) | –         | 116,98 km |
| Frazione 2 (23 apr) | PS13   | 15:16  | Kostanjevac - Petruš Vrh 2                          | Žumberak                                            | Ozalj                                               | 23,76 km  | 116,98 km |
| Frazione 2 (23 apr) | PS14   | 16:14  | Jaškovo - Mali Modruš Potok 2                       | Ozalj                                               | Netretić                                            | 10,10 km  | 116,98 km |
| Frazione 2 (23 apr) | PS15   | 17:42  | Platak 2                                            | Buccari                                             | Zaule di Liburnia                                   | 15,85 km  | 116,98 km |
| Frazione 2 (23 apr) | PS16   | 19:08  | Vinski Vrh - Duga Resa 2                            | Netretić                                            | Duga Resa                                           | 8,78 km   | 116,98 km |
| Frazione 2 (23 apr) |        | 20:28  | Assistenza (flexi) – Zagreb Fair, Zagabria (45 min) | Assistenza (flexi) – Zagreb Fair, Zagabria (45 min) | Assistenza (flexi) – Zagreb Fair, Zagabria (45 min) | –         | 116,98 km |
|                     |        |        |                                                     |                                                     |                                                     |           |           |
| Frazione 3 (24 apr) |        | 05:30  | Assistenza – Zagreb Fair, Zagabria (15 min)         | Assistenza – Zagreb Fair, Zagabria (15 min)         | Assistenza – Zagreb Fair, Zagabria (15 min)         | –         | 54,48 km  |
| Frazione 3 (24 apr) | PS17   | 07:18  | Trakošćan - Vrbno 1                                 | Bednja                                              | Bednja                                              | 13,15 km  | 54,48 km  |
| Frazione 3 (24 apr) | PS18   | 08:38  | Zagorska Sela - Kumrovec 1                          | Zagorska Sela                                       | Kumrovec                                            | 14,09 km  | 54,48 km  |
| Frazione 3 (24 apr) | PS19   | 10:26  | Trakošćan - Vrbno 2                                 | Bednja                                              | Bednja                                              | 13,15 km  | 54,48 km  |
| Frazione 3 (24 apr) | PS20   | 13:18  | Zagorska Sela - Kumrovec 2 (power stage)            | Zagorska Sela                                       | Kumrovec                                            | 14,09 km  | 54,48 km  |
| Totale              | Totale | Totale | Totale                                              | Totale                                              | Totale                                              | Totale    | 291,84 km |

## Risultati

### Classifica
| Pos.         | Nº       | Pilota                   | Co-pilota              | Auto                   | Squadra                          | Classe/Validità | Tempo     | Distacco   | Punti    |
| Generale     | Generale | Generale                 | Generale               | Generale               | Generale                         | Generale        | Generale  | Generale   | Generale |
| ------------ | -------- | ------------------------ | ---------------------- | ---------------------- | -------------------------------- | --------------- | --------- | ---------- | -------- |
| 1.           | 69       | Kalle Rovanperä          | Jonne Halttunen        | Toyota GR Yaris Rally1 | Toyota Gazoo Racing WRT          | WRC             | 2h48'21"5 | –          | 30       |
| 2.           | 8        | Ott Tänak                | Martin Järveoja        | Hyundai i20 N Rally1   | Hyundai Shell Mobis WRT          | WRC             | 2h48'25"8 | +4"3       | 22       |
| 3.           | 11       | Thierry Neuville         | Martijn Wydaeghe       | Hyundai i20 N Rally1   | Hyundai Shell Mobis WRT          | WRC             | 2h50'42"5 | +2'21"0    | 15       |
| 4.           | 42       | Craig Breen              | Paul Nagle             | Ford Puma Rally1       | M-Sport Ford WRT                 | WRC             | 2h51'28"8 | +3'07"3    | 14       |
| 5.           | 33       | Elfyn Evans              | Scott Martin           | Toyota GR Yaris Rally1 | Toyota Gazoo Racing WRT          | WRC             | 2h52'07"5 | +3'46"0    | 13       |
| 6.           | 18       | Takamoto Katsuta         | Aaron Johnston         | Toyota GR Yaris Rally1 | Toyota Gazoo Racing WRT NG       | WRC             | 2h56'30"0 | +8'08"5    | 8        |
| 7.           | 21       | Yohan Rossel             | Valentin Sarreaud      | Citroën C3 Rally2      | PH Sport                         | WRC-2           | 2h58'22"5 | +10'01"0   | 6        |
| 8.           | 24       | Kajetan Kajetanowicz     | Maciej Szczepaniak     | Škoda Fabia Rally2 Evo | -                                | WRC-2           | 2h59'22"7 | +11'01"2   | 4        |
| 9.           | 26       | Emil Lindholm            | Reeta Hämäläinen       | Škoda Fabia Rally2 Evo | Toksport WRT 2                   | WRC-2           | 2h59'33"4 | +11'11"9   | 3        |
| 10.          | 23       | Nikolaj Grjazin          | Konstantin Aleksandrov | Škoda Fabia Rally2 Evo | Toksport WRT 2                   | WRC-2           | 3h00'10"0 | +11'48"5   | 1        |
| WRC-2        |          |                          |                        |                        |                                  |                 |           |            |          |
| 1. (7.)      | 21       | Yohan Rossel             | Valentin Sarreaud      | Citroën C3 Rally2      | PH Sport                         | WRC-2           | 2h58'22"5 | –          | 25       |
| 2. (8.)      | 24       | Kajetan Kajetanowicz     | Maciej Szczepaniak     | Škoda Fabia Rally2 Evo | -                                | WRC-2           | 2h59'22"7 | +1'00"2    | 18       |
| 3. (9.)      | 26       | Emil Lindholm            | Reeta Hämäläinen       | Škoda Fabia Rally2 Evo | Toksport WRT 2                   | WRC-2           | 2h59'33"4 | +1'10"9    | 18       |
| 4. (10.)     | 23       | Nikolaj Grjazin          | Konstantin Aleksandrov | Škoda Fabia Rally2 Evo | Toksport WRT 2                   | WRC-2           | 3h00'10"0 | +1'47"5    | 12       |
| 5. (11.)     | 29       | Chris Ingram             | Craig Drew             | Škoda Fabia Rally2 Evo | -                                | WRC-2           | 3h00'55"2 | +2'32"7    | 10       |
| 6. (12.)     | 20       | Stéphane Lefebvre        | Andy Malfoy            | Citroën C3 Rally2      | -                                | WRC-2           | 3h01'40"5 | +3'18"0    | 10       |
| 7. (13.)     | 22       | Eric Camilli             | Thibault de la Haye    | Citroën C3 Rally2      | Saintéloc Junior Team            | WRC-2           | 3h01'43"4 | +3'20"9    | 6        |
| 8. (14.)     | 25       | Erik Cais                | Petr Těšínský          | Ford Fiesta Rally2     | Yacco ACCR Team                  | WRC-2           | 3h04'25"3 | +6'02"8    | 4        |
| 9. (16.)     | 43       | Mikołaj Marczyk          | Szymon Gospodarczyk    | Škoda Fabia Rally2 Evo | -                                | WRC-2           | 3h07'20"7 | +8'58"2    | 2        |
| 10. (18.)    | 31       | Mikko Heikkilä           | Samu Vaaleri           | Škoda Fabia Rally2 Evo | -                                | WRC-2           | 3h08'22"0 | +9'59"5    | 1        |
| ...          | ...      | ...                      | ...                    | ...                    | ...                              | ...             | ...       | ...        | ...      |
| 25. (48.)    | 28       | Grégoire Munster         | Louis Louka            | Hyundai i20 N Rally2   | -                                | WRC-2           | 4h01'05"3 | +1h02'48"8 | 1        |
| WRC-3        |          |                          |                        |                        |                                  |                 |           |            |          |
| 1. (34.)     | 60       | Zoltán László            | Tamás Kürti            | Ford Fiesta Rally3     | M-Sport Racing Kft.              | WRC-3           | 3h32'47"0 | –          | 25       |
| 2. (35.)     | 59       | Enrico Brazzoli          | Manuel Fenoli          | Ford Fiesta Rally3     | -                                | WRC-3           | 3h33'22"6 | +35"6      | 18       |
| 3. (40.)     | 61       | Ivica Siladić            | Jasna Durak            | Ford Fiesta Rally3     | -                                | WRC-3           | 3h38'21"3 | +5'34"3    | 15       |
| 4. (52.)     | 56       | William Creighton        | Liam Regan             | Ford Fiesta Rally3     | Motorsport Ireland Rally Academy | WRC-3           | 4h20'20"5 | +47'33"5   | 12       |
| WRC-3 Junior |          |                          |                        |                        |                                  |                 |           |            |          |
| 1. (17.)     | 53       | Lauri Joona              | Mikael Korhonen        | Ford Fiesta Rally3     | -                                | WRC-3 J         | 3h07'24"9 | –          | 26       |
| 2. (21.)     | 57       | Robert Virves            | Aleks Lesk             | Ford Fiesta Rally3     | Starter Energy Racing            | WRC-3 J         | 3h11'32"6 | +4'07"7    | 21       |
| 3. (22.)     | 58       | Jean-Baptiste Franceschi | Anthony Gorguilo       | Ford Fiesta Rally3     | -                                | WRC-3 J         | 3h12'53"5 | +5'28"6    | 15       |
| 4. (51.)     | 52       | Jon Armstrong            | Brian Hoy              | Ford Fiesta Rally3     | -                                | WRC-3 J         | 4h17'55"0 | +1h10'30"1 | 17       |
| 5. (52.)     | 56       | William Creighton        | Liam Regan             | Ford Fiesta Rally3     | Motorsport Ireland Rally Academy | WRC-3 J         | 4h20'20"5 | +1h12'55"6 | 11       |
| ...          | ...      | ...                      | ...                    | ...                    | ...                              | ...             | ...       | ...        | ...      |
| Rit.         | 54       | Sami Pajari              | Enni Mälkönen          | Ford Fiesta Rally3     | -                                | JWRC-3          | –         | –          | 8        |

| Principali ritiri | Principali ritiri | Principali ritiri | Principali ritiri | Principali ritiri    | Principali ritiri       | Principali ritiri | Principali ritiri    | Principali ritiri |
| PS                | Nº                | Pilota            | Copilota          | Auto                 | Squadra                 | Classe            | Causa                | Pos.              |
| ----------------- | ----------------- | ----------------- | ----------------- | -------------------- | ----------------------- | ----------------- | -------------------- | ----------------- |
| PS 3              | 16                | Adrien Fourmaux   | Alexandre Coria   | Ford Puma Rally1     | M-Sport Ford WRT        | WRC               | Incidente            | 6º                |
| PS 9              | 2                 | Oliver Solberg    | Elliott Edmondson | Hyundai i20 N Rally1 | Hyundai Shell Mobis WRT | WRC               | Incidente e incendio | 5º                |

Legenda
| Icona   | Note                                                                                     |
| ------- | ---------------------------------------------------------------------------------------- |
| WRC     | Equipaggio di classe Rally1 che può conquistare punti per il campionato costruttori.     |
| WRC     | Equipaggio di classe Rally1 che non può conquistare punti per il campionato costruttori. |
| WRC-2   | Equipaggio di classe RC2 registrato al campionato WRC-2.                                 |
| WRC-3   | Equipaggio di classe RC3 registrato al campionato WRC-3.                                 |
| WRC-3 J | Equipaggio di classe RC3 registrato al campionato WRC-3 Junior.                          |
|         | Ulteriori classificazioni                                                                |

### Prove speciali
| Frazione            | Prova | Ora   | Nome                                     | Lunghezza | Vincitori                         | Tempo            | Velocità media   | Leader del rally                |
| ------------------- | ----- | ----- | ---------------------------------------- | --------- | --------------------------------- | ---------------- | ---------------- | ------------------------------- |
| Frazione 1 (22 apr) | PS1   | 08:33 | Mali Lipovec - Grdanjci 1                | 19,20 km  | Kalle Rovanperä Jonne Halttunen   | 12'44"6          | 90,40 km/h       | Kalle Rovanperä Jonne Halttunen |
| Frazione 1 (22 apr) | PS2   | 09:26 | Stojdraga - Gornja Vas 1                 | 20,77 km  | Kalle Rovanperä Jonne Halttunen   | 13'14"2          | 94,15 km/h       | Kalle Rovanperä Jonne Halttunen |
| Frazione 1 (22 apr) | PS3   | 10:19 | Krašić - Vrškovac 1                      | 11,11 km  | Elfyn Evans Scott Martin          | 6'08"0           | 108,68 km/h      | Kalle Rovanperä Jonne Halttunen |
| Frazione 1 (22 apr) | PS4   | 11:32 | Pećurkovo Brdo - Mrežnički Novaki 1      | 9,11 km   | Kalle Rovanperä Jonne Halttunen   | 5'11"2           | 105,39 km/h      | Kalle Rovanperä Jonne Halttunen |
| Frazione 1 (22 apr) | PS5   | 15:05 | Mali Lipovec - Grdanjci 2                | 19,20 km  | Kalle Rovanperä Jonne Halttunen   | 13'00"9          | 88,51 km/h       | Kalle Rovanperä Jonne Halttunen |
| Frazione 1 (22 apr) | PS6   | 15:58 | Stojdraga - Gornja Vas 2                 | 20,77 km  | Kalle Rovanperä Jonne Halttunen   | 13'32"8          | 91,99 km/h       | Kalle Rovanperä Jonne Halttunen |
| Frazione 1 (22 apr) | PS7   | 16:51 | Krašić - Vrškovac 2                      | 11,11 km  | Kalle Rovanperä Jonne Halttunen   | 6'10"5           | 107,95 km/h      | Kalle Rovanperä Jonne Halttunen |
| Frazione 1 (22 apr) | PS8   | 08:57 | Pećurkovo Brdo - Mrežnički Novaki 2      | 9,11 km   | Thierry Neuville Martijn Wydaeghe | 5'27"9           | 100,02 km/h      | Kalle Rovanperä Jonne Halttunen |
|                     |       |       |                                          |           |                                   |                  |                  |                                 |
| Frazione 2 (23 apr) | PS9   | 07:43 | Kostanjevac - Petruš Vrh 1               | 23,76 km  | Elfyn Evans Scott Martin          | 13'39"8          | 104,3 km/h       | Kalle Rovanperä Jonne Halttunen |
| Frazione 2 (23 apr) | PS10  | 08:41 | Jaškovo - Mali Modruš Potok 1            | 10,10 km  | Esapekka Lappi Janne Ferm         | 5'52"8           | 103,06 km/h      | Kalle Rovanperä Jonne Halttunen |
| Frazione 2 (23 apr) | PS11  | 10:09 | Platak 1                                 | 15,85 km  | Ott Tänak Martin Järveoja         | 9'57"9           | 95,43 km/h       | Kalle Rovanperä Jonne Halttunen |
| Frazione 2 (23 apr) | PS12  | 11:38 | Vinski Vrh - Duga Resa 1                 | 8,78 km   | Thierry Neuville Martijn Wydaeghe | 4'39"9           | 112,93 km/h      | Kalle Rovanperä Jonne Halttunen |
| Frazione 2 (23 apr) | PS13  | 15:16 | Kostanjevac - Petruš Vrh 2               | 23,76 km  | Esapekka Lappi Janne Ferm         | 13'19"8          | 106,95 km/h      | Kalle Rovanperä Jonne Halttunen |
| Frazione 2 (23 apr) | PS14  | 16:14 | Jaškovo - Mali Modruš Potok 2            | 10,10 km  | Esapekka Lappi Janne Ferm         | 5'43"6           | 105,82 km/h      | Kalle Rovanperä Jonne Halttunen |
| Frazione 2 (23 apr) | PS15  | 17:42 | Platak 2                                 | 15,85 km  | prova cancellata                  | prova cancellata | prova cancellata | Kalle Rovanperä Jonne Halttunen |
| Frazione 2 (23 apr) | PS16  | 19:08 | Vinski Vrh - Duga Resa 2                 | 8,78 km   | Kalle Rovanperä Jonne Halttunen   | 4'36"0           | 114,52 km/h      | Kalle Rovanperä Jonne Halttunen |
|                     |       |       |                                          |           |                                   |                  |                  | Kalle Rovanperä Jonne Halttunen |
| Frazione 3 (24 apr) | PS17  | 07:18 | Trakošćan - Vrbno 1                      | 13,15 km  | Esapekka Lappi Janne Ferm         | 7'05"8           | 111,18 km/h      | Kalle Rovanperä Jonne Halttunen |
| Frazione 3 (24 apr) | PS18  | 08:38 | Zagorska Sela - Kumrovec 1               | 14,09 km  | Thierry Neuville Martijn Wydaeghe | 8'25"            | 100,28 km/h      | Kalle Rovanperä Jonne Halttunen |
| Frazione 3 (24 apr) | PS19  | 10:26 | Trakošćan - Vrbno 2                      | 13,15 km  | Ott Tänak Martin Järveoja         | 8'15"5           | 95,54 km/h       | Ott Tänak Martin Järveoja       |
| Frazione 3 (24 apr) | PS20  | 13:18 | Zagorska Sela - Kumrovec 2 (power stage) | 14,09 km  | Kalle Rovanperä Jonne Halttunen   | 9'01"8           | 93,62 km/h       | Kalle Rovanperä Jonne Halttunen |

### Power stage
PS20: Zagorska Sela - Kumrovec 2 di 14,09 km, disputatasi domenica 24 aprile 2022 alle ore 13:18 (UTC+2).
| Pos. | No. | Pilota          | Co-pilota        | Auto                   | Squadra                 | Classe | Tempo  | Distacco | PP  | PC  |     |
| ---- | --- | --------------- | ---------------- | ---------------------- | ----------------------- | ------ | ------ | -------- | --- | --- | --- |
| 1    | 69  | Kalle Rovanperä | Jonne Halttunen  | Toyota GR Yaris Rally1 | Toyota Gazoo Racing WRT | Rally1 | 9'01"8 | –        | 5   | 5   |     |
| 2    | 8   | Ott Tänak       | Martin Järveoja  | Hyundai i20 N Rally1   | Hyundai Shell Mobis WRT | Rally1 | 9'07"5 | +5"7     | 4   | 4   |     |
| 3    | 33  | Elfyn Evans     | Scott Martin     | Toyota GR Yaris Rally1 | Toyota Gazoo Racing WRT | Rally1 | 9'23"7 | +21"9    | 3   | 3   |     |
| 4    | 42  | Craig Breen     | Paul Nagle       | Ford Puma Rally1       | M-Sport Ford WRT        | Rally1 | 9'24"0 | +22"2    | 2   | 2   |     |
| 5    | 26  | Emil Lindholm   | Reeta Hämäläinen | Škoda Fabia Rally2 Evo | Toksport WRT 2          | Rally2 | 9'27"6 | +25"8    | 1   | -   |     |
| ...  | ... | ...             | ...              | ...                    | ...                     | ...    | ...    | ...      | ... | ... | ... |
| 7    | 44  | Gus Greensmith  | Jonas Andersson  | Ford Puma Rally1       | M-Sport Ford WRT        | Rally1 | 9'33"9 | +32"1    | -   | 1   |     |

## Classifiche mondiali
Classifica piloti
| Pos. | Pos. | Pilota               | Punti |
| ---- | ---- | -------------------- | ----- |
| 1    |      | Kalle Rovanperä      | 76    |
| 2    |      | Thierry Neuville     | 47    |
| 3    | 4    | Craig Breen          | 30    |
| 4    | 1    | Sébastien Loeb       | 27    |
| 5    | 6    | Ott Tänak            | 27    |
| 6    |      | Takamoto Katsuta     | 26    |
| 7    | 3    | Gus Greensmith       | 20    |
| 8    | 3    | Sébastien Ogier      | 19    |
| 9    | 4    | Elfyn Evans          | 17    |
| 10   | 2    | Esapekka Lappi       | 15    |
| 11   | 2    | Andreas Mikkelsen    | 12    |
| 12   | 2    | Oliver Solberg       | 8     |
| 13   | N    | Yohan Rossel         | 6     |
| 14   | 2    | Ole Christian Veiby  | 4     |
| 15   | N    | Kajetan Kajetanowicz | 4     |
| 16   | N    | Emil Lindholm        | 3     |
| 17   | 3    | Erik Cais            | 2     |
| 18   | 3    | Jari Huttunen        | 2     |
| 19   | 3    | Nikolaj Grjazin      | 2     |
| 20   | 3    | Egon Kaur            | 1     |

Classifica copiloti
| Pos. | Pos. | Pilota                 | Punti |
| ---- | ---- | ---------------------- | ----- |
| 1    |      | Jonne Halttunen        | 76    |
| 2    |      | Martijn Wydaeghe       | 47    |
| 3    | 4    | Paul Nagle             | 30    |
| 4    | 1    | Isabelle Galmiche      | 27    |
| 5    | 6    | Martin Järveoja        | 27    |
| 6    |      | Aaron Johnston         | 26    |
| 7    | 3    | Jonas Andersson        | 20    |
| 8    | 3    | Benjamin Veillas       | 19    |
| 9    | 4    | Scott Martin           | 17    |
| 10   | 2    | Janne Ferm             | 15    |
| 11   | 2    | Torstein Eriksen       | 12    |
| 12   | 2    | Elliott Edmondson      | 8     |
| 13   | N    | Valentin Sarreaud      | 6     |
| 14   | 2    | Stig Rune Skjærmoen    | 4     |
| 15   | N    | Maciej Szczepaniak     | 4     |
| 16   | N    | Reeta Hämäläinen       | 3     |
| 17   | 3    | Petr Těšínský          | 2     |
| 18   | 3    | Mikko Lukka            | 2     |
| 19   | 3    | Konstantin Aleksandrov | 2     |
| 20   | 3    | Silver Simm            | 1     |

Classifica costruttori WRC
| Pos. | Pos. | Squadra                    | Punti |
| ---- | ---- | -------------------------- | ----- |
| 1    |      | Toyota Gazoo Racing WRT    | 126   |
| 2    | 1    | Hyundai Shell Mobis WRT    | 84    |
| 3    | 1    | M-Sport Ford WRT           | 80    |
| 4    |      | Toyota Gazoo Racing WRT NG | 30    |